# Hans Norsbo

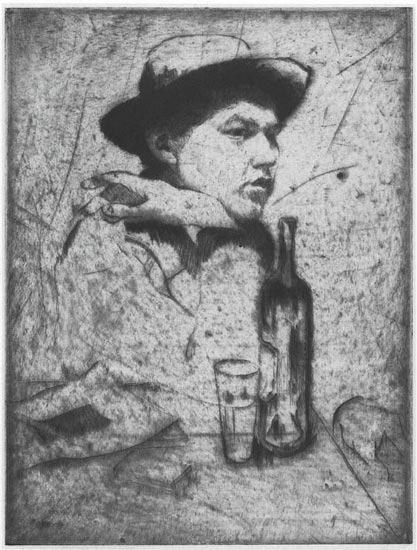
Konstnären Hans Johansson (Norsbo) 1916 - porträtt i torrnål av Axel Fridell.

Hans Fredrik Johanson Norsbo (före 1938 Johanson), född 5 januari 1897 i Falun, död 28 juli 1955 i Stora Kopparbergs socken, var en svensk grafiker, tecknare och målare.
Norsbos föräldrar var grosshandlaren, sedermera tobakshandlaren Hans Johanson och Anna Maria Hagström.  Hans Norsbo gifte sig 4 oktober 1919 i Stockholm med Hulda Augusta (Asta) Viklund, född 5 augusti 1892 i Sundsvall, död 12 oktober 1984 i Malmö.
Under skoltiden i Falun blev Norsbo bekant med Stig Borglind, Axel Fridell, Bertil Bull Hedlund och David Tägtström som alla skulle bli hans konstnärskolleger. Efter studier vid Theodor Glasells målarskola i Falun från 13 års ålder, inskrevs han vid Tekniska afton- och söndagsskolan i Stockholm 1914, därefter elev vid Konsthögskolan 1915-1917 och vid etsarskolan 1917–1918. Åren 1920-1929 innebar studier och resor i Frankrike och Italien. Redan 1923 köpte han tillsammans med sin hustru ett hus i Norsbo utanför Falun. Han tog sig så småningom namnet Norsbo. Norsbo slog igenom som målare vid Liljevalchs höstsalong 1921. Hans målning "Naket" ansågs höra till det bästa på utställningen och den inköptes av prins Eugen till Waldemarsudde. I Svenska Dagbladet skrev Karl Asplund om Norsbo "Hans bleka temperamålningar från Italien, otvivelaktigt lätt påverkade av primitiv frenostil, bilda en liten men mycket anmärkningsvärd debut". Efter detta kom Norsbo att under många år främst att verka som målare. Fram till 1935 var Norsbo beroende mecenater som Gerda Boëthius, Emma Zorn och K G Westman. Under perioden 1930-1934 verkade Norsbo som lärare i frihandsteckning på Mora folkhögskola. Från 1935 och några år framöver arbetade Norsbo med porträttmålningar, ofta i akvarell. Det innebar att det ekonomiska situationen förbättrades och att han förutom huset i Norsbo kunde ha bostad och ateljé på Södermalm i Stockholm.Från 1938 kom Norsbo att mer och mer att agna sig åt grafiken. Axel Fridell hade avlidit 1935 och först då kände sig Norsbo själv som en kapabel och självständig grafiker. Utställningen "Fem Falugrafiker" som anordnades av Dalarnas konstförening i Falun 1942 etablerade begreppet Falugrafikerna och Norsbo som en av dessa. Under en följd av år var Norsbo den mest anlitade och populärar konstnären i Folket i bilds grafikutgivning.       
Norsbo har förtjänstfullt utfört porträtt, figurkompostioner och landskap i olja, akvarell och tempera samt mycket linjesäkra blad i torrnål. Han var en företrädare för den i hans samtid karakteristiska sakligheten, naturlyriken och högt uppdrivna hantverkskunnandet. Förutom ca 200 målade porträtt efterlämnade han ett grafiskt oeuvre på uppemot 240 blad, merparten i torrnålsgravyr, som kom att bli hans främsta medium.   
Han är representerad på Dalarnas museum, Nationalmuseum, Moderna museet, Stockholms stadsmuseum, Zorn-museet i Mora samt Ateneum i Helsingfors med flera. Makarna Norsbo är begravda på Skogskyrkogården i Falun.